# Geeklog
Geeklog är en PHP/MySQL-baserad applikation för att hantera innehåll på en webbsida.
Standardinstallationen kan användas som en blogg, CMS eller webbportal med stöd för bland annat kommentarer, trackbacks, RSS och skydd mot spam.
Geeklogfunktionaliteten kan enkelt utökas med en av de många pluginer som utvecklas. Det finns pluginer för bland annat forum och bildgallerier. 

## Styrkor

### Säkerhetsmodellen
En av de viktigaste styrkorna med Geeklog är modellen för användarrättigheter. Du kan ange skriv- eller läsrättigheter till grupper av användare. En användare kan vara medlem i en eller flera grupper och grupper kan vara medlemmar i andra grupper och ärver då den gruppens rättigheter. Med Geeklog är det möjligt att skapa en struktur av rättigheter som mycket väl kan användas för ett företags intranät.

### Stabilitet
Varje Geeklogversion som släpps har hög kvalitet och är bakåtkompatibel. Ingen version skall ändra de APIer som existerar förutom under vissa extrema omständigheter. Detta gör att pluginer skrivna för äldre versioner ofta fungerar utan problem med den senaste versionen av Geeklog. Det enda stora undantaget från denna regel är API:et för kommentarer som ändrades radikalt i och med version 1.4.0 av Geeklog.
Vissa förändringar kan kräva att en administratör uppdaterar sina utseendemallar för att utnyttja de senaste funktionerna, men oftast påverkar inte nya versioner hur utseendemallarna ser ut.

### Säkerhet
Geeklog skrevs ursprungligen för att användas på en sajt om säkerhet och som en sådan är fokus hos utvecklarna alltid på säkerheten i Geeklog. En del säkerhetshål har hittats genom åren, men dessa är ovanliga, har sällan någon allvarlig effekt och täpps snabbt igen av utvecklarna. Patchar för säkerhetshål släpps även för äldre versioner så en administratör behöver inte alltid uppgradera till den senaste versionen utan kan uppdatera sin egen version av Geeklog.

### Utbyggbarhet
Geeklog tillåter integreringen av ny funktionalitet med hjälp av pluginer. En del pluginer är förinstallerade: Statiska sidor (ej att förväxlas med nyhetsartiklar), ett spam-filter för kommentarer, länkar och omröstningar. Andra pluginer tillåter till exempel att du samlar statistik om dina besökare, visar bilder från ett bildgalleri, forum, personliga meddelanden till mellan användare, hanteringen av en FAQ med mera.
De flesta pluginer som skrivs till Geeklog är FOSS så det är möjligt att förändra dem själv om det behövs.

## Nuvarande Version
Nuvarande version är 1.5.0. Utvecklingen av 1.5 grenen sker kontinuerligt samtidigt som version 2.0 utvecklas helt från början.

### Geeklog Hjälp
- Geeklogs huvudsida

### Geeklog Plugin Utveckling
- portalparts.com - Bland annat en forumplugin.
- Plugin CMS - Geeklog Pluginer och en del svenska översättningar som saknas i standardinstallationen.
- mediagallery.org - En plugin för ett bildgalleri.
- glfusion.org - GLFusion är egentligen en vidareutveckling av Geeklog 1.5.0 men innehåller en del pluginer.